# Canente (opéra)
Canente est un opéra du compositeur français Pascal Collasse. 

## Histoire
La première eut lieu à l'Académie royale de musique (Opéra de Paris) le 4 novembre 1700. Le livret a été écrit par Antoine Houdar de La Motte.

## Forme
La forme est celle de la tragédie en musique avec un prologue et 5 actes.

## Argument
Les amours malheureuses de Canens et Picus.

## Sources
- Félix Clément et Pierre Larousse, Dictionnaire des Opéras, Paris, 1881, page 134.
- Livret sur Livrets baroques